# Wendy Caishpal
Wendy Beatriz Caishpal Jaco (Ahuachapán, El Salvador, 1990) es una empresaria salvadoreña, conferenciante motivacional y activista de los derechos humanos en defensa de las personas con discapacidad y de los y las supervivientes del conflicto armado en su país.

## Biografía
Caishpal nació y creció en Ahuachapán. En marzo de 2004, cuando tenía 14 años, estaba en un coche trabajando junto a su primo vendiendo pan. Al salir del vehículo para hacer una venta a una mujer, un grupo de pandilleros se acercó y disparó a su primo en la cabeza, matándolo. Ella recibió cinco disparos en la pierna, la espalda y el brazo. Tras ser trasladada al hospital, permaneció en coma durante catorce días y al despertarse se enteró de que tenía una lesión en la médula espinal a nivel Th 12 y de que estaba permanentemente paralizada de cintura para abajo. A raíz del incidente, Caishpal empezó a utilizar una silla de ruedas.
Tras un largo proceso de rehabilitación al principio del cual se negaba a creer que no volvería a caminar, comenzó a ser autónoma gracias a la organización de discapacitados Fundación Red de Sobrevivientes que le dio oportunidades de recuperación física y desarrollo personal, además de educarla en sus derechos como persona discapacitada. Acerca de esta entidad, Caishpal asegura: "me ha fortalecido y me ha ayudado a aceptar mi situación. Ahora me encanta mi silla de ruedas".
Inicialmente estudió relaciones internacionales en la Universidad Nacional de El Salvador, pero la falta de facilidades para los estudiantes discapacitados la obligó a abandonar. A continuación, se trasladó a una universidad local para estudiar ciencias jurídicas, donde consiguió finalizar sus estudios formándose como abogada.
Participó como representante de El Salvador en el programa del Instituto de mujeres sobre liderazgo y discapacidad (WILD), celebrado en julio de 2019 en Eugene (Oregón) y al que asistieron mujeres con discapacidad de todo el mundo, dentro de la asociación Movilidad Internacional de Estados Unidos (MIUSA). También ha trabajado con Miva Austria, una organización austriaca sin ánimo de lucro, que fue quien la nominó para la lista BBC de las 100 mujeres inspiradoras e influyentes del año 2020, lo que supuso el reconocimiento de su trabajo a nivel internacional.
Desde 2015 Caishpal es fundadora y directora del proyecto municipal Ahuachapán Sin Barreras que destaca por su labor en la promoción y protección de los derechos humanos de las personas con discapacidad, atendiendo a más de 400 personas de dicho municipio salvadoreño. Entre sus intervenciones están el diseño y la planificación de dos parques locales para garantizar que sean accesibles a las personas discapacitadas y la planificación de eventos en piscinas teniendo en cuenta a menores discapacitados, la organización de cursos de formación en lengua de signos o la entrega de sillas de ruedas para personas sin recursos. Asimismo, ofrece asesoramiento legal gratuito para concienciar a las personas discapacitadas sobre sus derechos, especialmente en lo que respecta a la salud y a la superación de las barreras arquitectónicas, ambientales y de actitud a las que se enfrentan en su vida cotidiana.

## Premios y reconocimientos
En 2020 fue incluida por la BBC en la lista de las 100 mujeres del año, que recoge mujeres inspiradoras e influyentes de todo el mundo.
El 27 de noviembre del 2020 fue condecorada por el municipio de Ahuachapán  en el marco del Día Internacional para la eliminación de la violencia contra la mujer por su tarea en defensa de las donaciones.